# Minusinsk (depresión)
La Depresión de Minusinsk (en ruso: Минусинская котловина) está localizada entre las montañas de la región sur de la Siberia central: Kuznetsk Alatáu, montes Sayanes orientales y montes Sayanes occidentales. Su elevación varía entre los 200—700 m, con escasas colinas.
Los ríos Yeniséi y Abakán fluyen por este valle. Los poblados principales son Minusinsk y Abakán. La depresión es un área importante para la agricultura, también posee depósitos de carbón. 